# Palazzo Cataldi
Il palazzo Cataldi è un edificio del centro storico di Ascoli Piceno, ubicato in corso Giuseppe Mazzini all'angolo con Largo dei Cataldi, nelle vicinanze di Piazza del Popolo.
Presenta due facciate barocche raccordate dall'angolo arrotondato.

## Storia e Descrizione

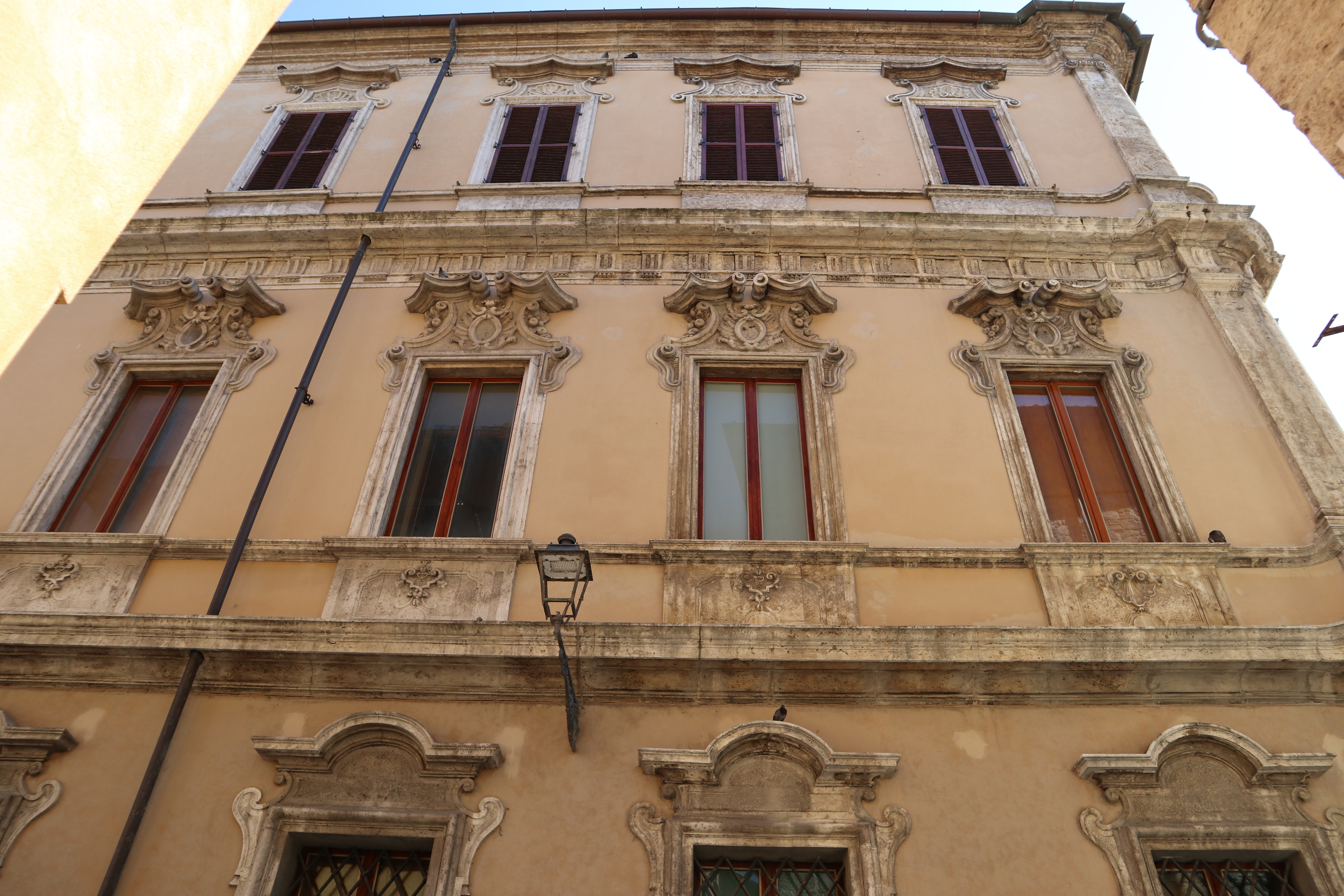
Particolare della facciata.

Costruito con blocchi di travertino, tipico materiale del territorio ascolano, ha una facciata doppia di tre livelli, aperte da belle finestre barocche. Il fronte principale dà su  corso Mazzini, dove spicca un portale in bugnato a punta di diamante che sorregge un balcone.
Venne eretto tra il 1736 e il 1744 per la famiglia patrizia dei Cataldi, dall'architetto svizzero Gaetano Maggi. Al piano superiore, nel salone, il pittore ascolano Biagio Miniera (1697-1755) realizza l'affresco del soffitto.
Acquistato nel 1869 dalla Banca d'Italia, venne ristrutturato da Cesare Bazzani per adattarlo al nuovo uso. Il Bazzani completò, in stile, la facciata realizzando il portale su ispirazione del vicino palazzo Imberti-Morganti.